# Aire d'attraction de Nice
L'aire d'attraction de Nice est un zonage d'étude défini par l'Insee pour caractériser l’influence de la commune de Nice sur les communes environnantes. Publiée en octobre 2020, elle se substitue à l'aire urbaine de Nice, qui comportait 129 communes dans le zonage de 2010.

## Définition
L'aire d'attraction d'une ville est composée d’un pôle, défini à partir de critères de population et d’emploi ainsi que d’une couronne constituée des communes dont au moins 15 % des actifs travaillent dans le pôle. Le pôle d’attraction constitue ainsi un point de convergence des déplacements domicile-travail,.

## Géographie
L’aire d'attraction de Nice est une aire inter-départementale qui comporte 100 communes : 98 situées dans les Alpes-Maritimes et 2 dans les Alpes-de-Haute-Provence (La Rochette et Saint-Pierre).

### Carte

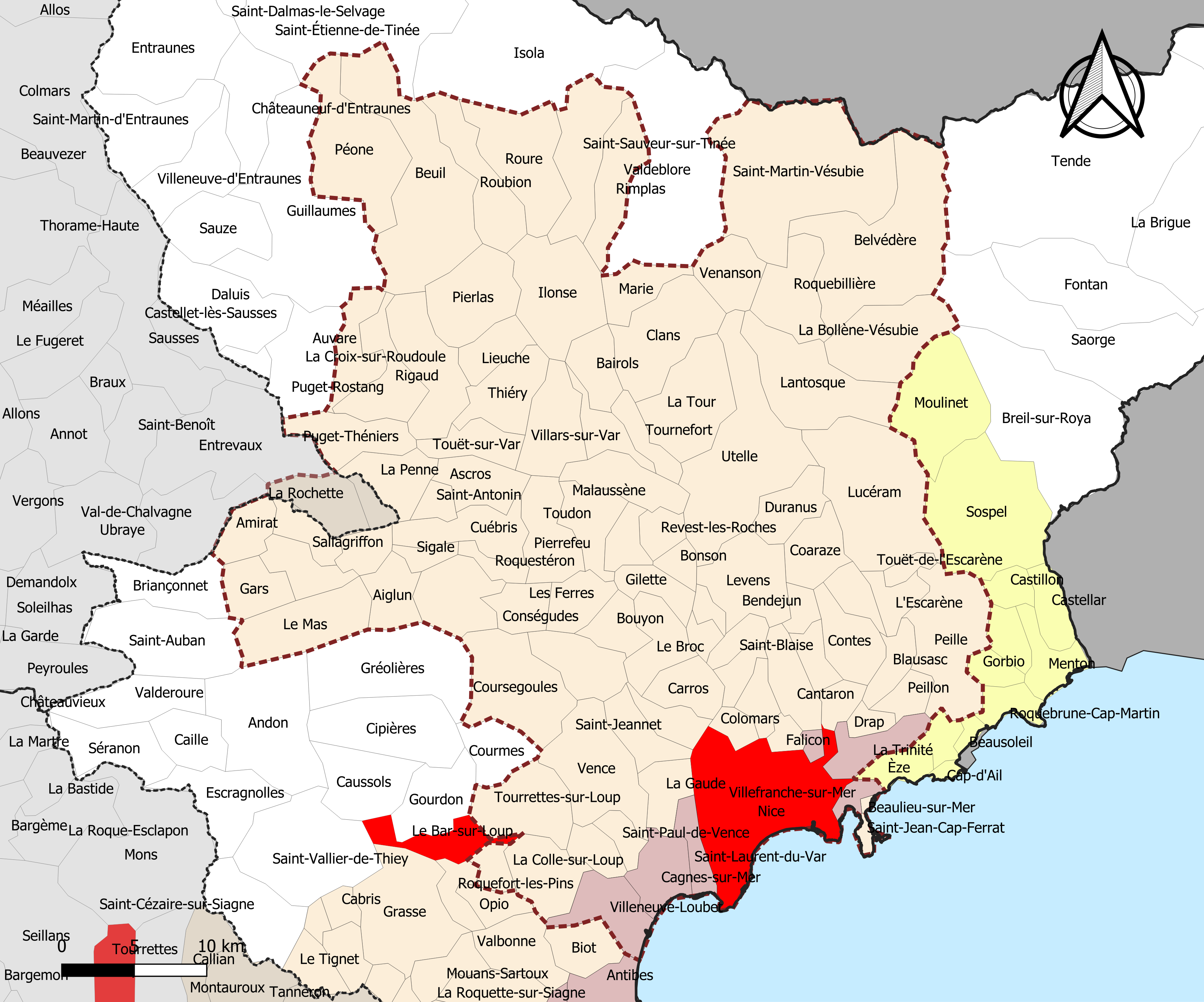
Carte de l'aire d'attraction de Nice.
Commune-centre
Commune du pôle principal
Commune de la couronne

### Composition communale
| Catégorie                  | Département             | Communes | Communes |
| Catégorie                  | Département             | Nombre   | Libellé |
| -------------------------- | ----------------------- | -------- | --- |
| Commune-centre             | Alpes-Maritimes         | 1        | Nice. |
| Communes du pôle principal | Alpes-Maritimes         | 6        | Cagnes-sur-Mer, Saint-André-de-la-Roche, Saint-Laurent-du-Var, La Trinité, Villefranche-sur-Mer, Villeneuve-Loubet. |
| Communes de la couronne    | Alpes-Maritimes         | 91       | Aiglun, Amirat, Ascros, Aspremont, Auvare, Bairols, Beaulieu-sur-Mer, Belvédère, Bendejun, Berre-les-Alpes, Beuil, Bézaudun-les-Alpes, Blausasc, La Bollène-Vésubie, Bonson, Bouyon, Le Broc, Cantaron, Carros, Castagniers, Châteauneuf-Villevieille, Clans, Coaraze, La Colle-sur-Loup, Collongues, Colomars, Conségudes, Contes, Coursegoules, Cuébris, Drap, Duranus, L'Escarène, Falicon, Les Ferres, Gars, Gattières, La Gaude, Gilette, Ilonse, Lantosque, Levens, Lieuche, Lucéram, Malaussène, Marie, Le Mas, Massoins, Les Mujouls, Peille, Peillon, La Penne, Péone, Pierlas, Pierrefeu, Puget-Rostang, Puget-Théniers, Revest-les-Roches, Rigaud, Rimplas, Roquebillière, Roquefort-les-Pins, Roquestéron, La Roque-en-Provence, La Roquette-sur-Var, Roubion, Roure, Le Rouret, Saint-Antonin, Saint-Blaise, Saint-Jean-Cap-Ferrat, Saint-Jeannet, Saint-Martin-du-Var, Saint-Martin-Vésubie, Saint-Paul-de-Vence, Saint-Sauveur-sur-Tinée, Sallagriffon, Sigale, Thiéry, Toudon, Touët-de-l'Escarène, Touët-sur-Var, La Tour, Tourette-du-Château, Tournefort, Tourrette-Levens, Tourrettes-sur-Loup, Utelle, Venanson, Vence, Villars-sur-Var. |
| Communes de la couronne    | Alpes-de-Haute-Provence | 2        | La Rochette, Saint-Pierre. |

## Démographie
Cette aire est catégorisée dans les aires de 200 000 à moins de 700 000 habitants, une catégorie qui regroupe 23,6 % de la population au niveau national,.
Avec environ 615 000 habitants en 2020, l'aire d'attraction de Nice est la 13e de France.